# DIN 1072
Die DIN-Norm DIN 1072 Straßen- und Wegbrücken; Lastannahmen ist eine Norm, die Lastannahmen für Straßen- und Wegbrücken in Deutschland enthält. Zur Norm gehört ein Beiblatt 1 Straßen- und Wegbrücken; Lastannahmen; Erläuterungen mit dem Ausgabedatum Mai 1988.
Ab dem 1. Mai 2003 hat der auf den europäischen Regelungen basierende DIN Fachbericht 101 Einwirkungen auf Brücken die DIN 1072 größtenteils ersetzt. Seit Mai 2004 gilt für Verkehrslasten auf Brücken die Europäische Norm EN 1991 Teil 2 (sog. Eurocode 1, Teil 2), DIN 1072 wurde zurückgezogen.

## Inhalt
Die Norm trifft Aussagen zu Belastungsannahmen für Verkehrslasten auf Brückenbauwerken. Es werden zu diesem Zweck so genannte Brückenklassen definiert, die aus unterschiedlichen Radlasten und Aufstandsflächen bestehen. Die höchste Brückenklasse ist 60/30, d. h. neben gleichmäßig verteilten Flächenlasten ist auf der Hauptspur ein Schwerlastwagen von 60 t Gesamtlast und auf der Nebenspur einer von 30 t Gesamtlast anzusetzen.
Unter anderem gibt die Norm einen Schwingbeiwert an, mit dem zur Berechnung aller Brückenteile die Verkehrsregellasten einer Hauptspur zu vervielfachen sind. Als Lasten aus Bremsen und Anfahren sind 25 % der Verkehrsregellasten einer Hauptspur anzusetzen, höchstens jedoch 900 kN.